# Settimio Pagnini
Settimio Pagnini (Savona, 11 gennaio 1921 – Savona, 15 ottobre 2015) è stato un allenatore di pallacanestro e partigiano italiano.
Alpino e membro della resistenza, è stato anche tra i padri della pallacanestro nella sua città.
Ha guidato la Nazionale femminile nel biennio 1973-1974, che aveva come capitana Mabel Bocchi, diventata poi la prima conduttrice di un programma sportivo in televisione, riuscendo a centrare la medaglia di bronzo agli Europei 1974 di Cagliari. In seguito è stato il vice di Cacco Benvenuti ai Mondiali 1975, sfiorando poi la qualificazione alle Olimpiadi di Montreal del 1976, ed è poi rimasto nello staff tecnico delle Nazionali giovanili fino al 2000.  Numerosi i riconoscimenti ricevuti: fra i più importanti la Stella d'Oro al Merito Sportivo del CONI (1995) e il riconoscimento della F.I.P. (All Star Game 2006 Torino), con motivazione: «Per la sua opera in favore dello sviluppo e l'immagine della pallacanestro italiana in Italia ed all'estero e della categoria, decano degli allenatori tra l'altro ancora in attività». Difatti Pagnini tuttora è dedito ai giovani della società da lui fondata, Scuola Basket Team ‘98 Savona, collezionando risultati lusinghieri (finali nazionali di Treviso del 3 v 3 nel 2003 e nel 2004). Ha inoltre ottenuto il Premio "Reverberi", intitolato ad uno dei massimi arbitri di basket.

## Biografia

### Giovinezza
A 15 anni scopre il basket, ma lo sport l'ha sempre avuto nel sangue: infatti, si dedica anche all'atletica leggera, nella squadra che diventa Campione d'Italia di serie B, oltre al nuoto e alla pallanuoto, di cui è allenatore e cofondatore dell'Amatori Nuoto di Savona nel Dopoguerra. Pratica anche il calcio, la canoa, la pallavolo e il rugby nelle "Ludi Juveniles", gli odierni Giochi Sportivi Studenteschi, che frequenta per evitare le adunate fasciste. Studia all'Istituto "Tortelli" di Genova, dove è rimandato in ginnastica, per non aver partecipato ad un saggio ginnico ed essere andato a suonare la tromba nella "Banda dei Marinaretti". Vita

### La guerra
Allo scoppio della guerra, Pagnini è ufficiale degli alpini della Cuneense, nelle campagne di Croazia e Slovenia ed è decorato con tre croci al merito di guerra. Dopo l'8 settembre, entra a far parte del movimento partigiano di Savona, milita nel "Fronte della Gioventù".
Il “Fronte della Gioventù”, insieme alle SAP ed ai “Gruppi d'Azione Patriottica” – GAP, esprime in ogni ambito locale urbano tutte le componenti resistenziali, svolgendo soprattutto attività di stampa, propaganda, reperimento di informazioni, controinformazione, sabotaggio; raccoglie inoltre denaro, armi, utensili da inviare in montagna. Nel “Fronte” sono presenti le espressioni ideologiche del momento. Ne fanno parte persone di estrazione diversa: studenti, impiegati, operai, artigiani, ex-militari. A Savona il Comitato Direttivo Provinciale è composto da Franco Bruno, per i democristiani; Giacomo Frumento, per i socialisti; Settimio Pagnini, per i liberali; Francesco Vigliecca, per i comunisti, e da Lelio Speranza per i repubblicani. Nel frattempo Pagnini si occupa di propaganda antifascista, tra le pagine dei giornali Noi Giovani e Democrazia. Adotta il nome cospirativo "Otto". Il 25 aprile 1945 partecipa alla Liberazione, come partigiano "Ange", vicecomandante della divisione "Gramsci" della Squadre di Azione Patriottica e addetto militare del Comitato di Liberazione Nazionale. Vita

### Attività lavorativa
Finita guerra, Pagnini trova impiego come segretario generale dell'Ente comunale di assistenza (ECA), dove resta per 33 anni. Nel frattempo riprende gli studi e, dividendosi tra Savona e Parma, si laurea in Economia e Commercio nel 1958. Si prodiga intanto in aiuto dei bisognosi con l'istituzione di asili e mense, la distribuzione di generi alimentari e le colonie estive per bambini. La fase più critica si avverte nel novembre 1976, allorquando per carenza di fondi l'Ente finisce sui quotidiani locali ventilando l'impossibilità di organizzare il tradizionale «Natale dei bimbi», l'erogazione dei «Premi Panconi», il ritardo nel pagare i fornitori e drastici tagli ai servizi mensa (120 pasti al giorno). Accorate dichiarazioni di Pagnini appiono sulla stampa.  Vita

### Impegni sportivi
Dopo il termine della guerra di liberazione riprende l'attività di giocatore distinguendosi nell'attività universitaria con il C.U.S. Genova (Campionati Universitari di Firenze – 1947). Nel 1947 ancora fonda la società Cestistica Savonese, affrontando le difficoltà contingenti dell'immediato dopoguerra, riuscendo a fronteggiare e superare tutti i problemi incontrati, riuscendo a fare affermare l'importanza del movimento sportivo, impegnando mezzi finanziari e tempo libero, e gioca come capitano in serie B, con alcune puntate anche in A. Diventare allenatore per caso, essendo è chiamato a sostituire il coach nella direzione della sua squadra. Nel 1949, frequenta quindi i corsi per diventare allenatore nazionale. Nel 1963 entra nel settore Squadre Nazionali, dedicandosi al reparto femminile. Seleziona le giocatrici; in dieci anni costituisce la rappresentativa nazionale di 12 atlete che nel 1974 salita sul podio degli Europei di Cagliari. Sono 36 anni che l'Italia non conquistava una medaglia, viene vinto il bronzo, sfiorando l'argento perché la tiratrice Donatella Trevisi esita a tirare. La prestazione conduce al Campionato del Mondo, che disputata l'anno seguente in Colombia, ottenendo il quarto posto. Il bronzo all'Europeo è guadagnato nel 1973, con le Juniores a Sanremo e ripetuto nel 1982, con le Cadette a Forssa, in Finlandia.
Dirigendo fino all'ultimo, nonostante l'età, la Scuola Basket Team 98 di Savona, che si dedica esclusivamente alla preparazione giovanile, Settimio Pagnini ha inoltre continuato la sua attività di formatore di allenatori. Vita
Nel novembre 2014 avviene un incontro a Villa Cambiaso di Savona intitolato "Settimio Pagnini: l'uomo che visse due volte", in cui il giornalista Guglielmo Olivero mette in risalto la figura di Pagnini.

## Onorificenze
Stella d'oro al merito sportivo